# Sandro Veronesi
Sandro Veronesi (Firenze, 1º aprile 1959) è uno scrittore italiano.

## Biografia
Fratello maggiore del regista e sceneggiatore Giovanni Veronesi, vive a Roma con i suoi cinque figli.
Nel 1985 si laurea in architettura a Firenze con una tesi su Victor Hugo e la cultura del restauro moderno. Il suo romanzo d'esordio è del 1988, Per dove parte questo treno allegro, al quale seguono Gli sfiorati (1990) e Venite, venite B52 (1995), ispirato alla letteratura statunitense e in particolare a Thomas Pynchon.
È autore di quattro libri giornalistici: le raccolte di interviste Cronache italiane (1992), Premio Bergamo 1993, e Live (1996), Occhio per occhio (1992), inchiesta sulla pena di morte nel mondo, e Superalbo (2002), libro che contiene i suoi articoli giornalistici. Tra il 1997 e il 1998 collabora con Rai 3, ed è autore e conduttore del programma televisivo Magazzini Einstein, per la regia di Arturo Minozzi. Collabora con numerosi quotidiani e riviste letterarie; insieme a Domenico Procacci ha fondato la casa editrice Fandango Libri, ed è tra i fondatori della web radio Radiogas.
Nel 2000 pubblica La forza del passato, vincitore del Premio Campiello e del Premio Viareggio, e tradotto in 15 lingue; da quel romanzo è tratto l'omonimo film di Piergiorgio Gay.
Nel 2001 pubblica il libro per ragazzi Ring City che vince il Premio Fregene. Nel 2002 scrive la prefazione a L'incredibile menzogna di Thierry Meyssan, riguardante le teorie cospirative sull'11 settembre 2001. Nel 2003 pubblica la riduzione teatrale del film del 2001 No Man's Land di Danis Tanović.
Nel 2006 vince il premio Strega grazie al romanzo Caos calmo, uscito l'anno precedente, con il quale vince inoltre nel 2008 a Parigi il Prix Femina e il Premio Mediterraneo per gli stranieri. Nel 2007 esce Brucia Troia. Tra il 2014 e il 2015 pubblica dapprima Terre rare e poi Non dirlo - Il Vangelo di Marco, questo ultimo da cui ha tratto un monologo teatrale. Nel novembre 2015, in polemica con la fusione tra Rizzoli e la concorrente Mondadori, insieme ad altri storici autori Bompiani, tra cui Umberto Eco, lascia la casa editrice milanese per approdare alla neonata La nave di Teseo.
Con il nuovo editore pubblica Un dio ti guarda nel 2016, Cani d'estate nel 2018 e Il colibrì nel 2019; quest'ultimo, dopo essere stato votato come "Libro del 2019" nella Classifica di Qualità de La Lettura del Corriere della Sera, vince il 74º Premio Strega l'anno successivo:
dopo Paolo Volponi, Veronesi è il secondo autore ad aver vinto due volte lo Strega. Nel 2023 torna in Bompiani, nel frattempo acquisita da Giunti, per il quale scrive a quattro mani con Edoardo De Angelis Comandante, novellizzazione dell'omonimo film da loro sceneggiato.

## Opere

### Romanzi

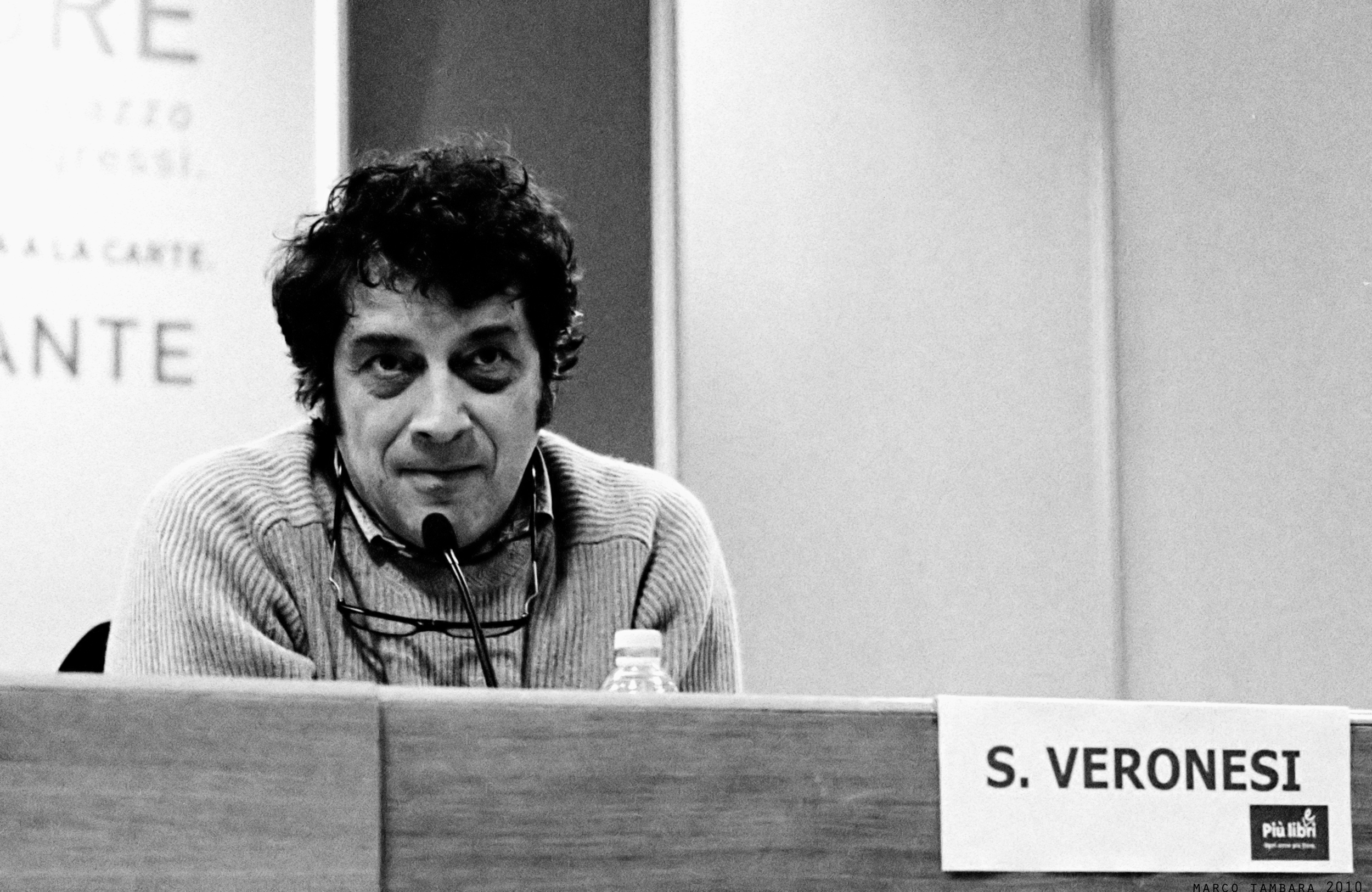
Sandro Veronesi mentre presenta il suo romanzo XY a Roma, 4 dicembre 2010.

- Per dove parte questo treno allegro, Roma-Napoli, Theoria, 1988.
- Gli sfiorati, Milano, A. Mondadori, 1990. ISBN 88-04-33330-8.
- Venite venite B-52, Milano, Feltrinelli, 1995. ISBN 88-07-01483-1.
- La forza del passato, Milano, Romanzo Bompiani, 2000. ISBN 88-452-4409-1.
- Ring City, Milano, The Walt Disney company Italia, 2001. ISBN 88-7309-861-4.
- No Man's Land, Milano, Bompiani, 2003. ISBN 88-452-9271-1. (Teatro)
- Caos calmo, Milano, Bompiani, 2005. ISBN 88-452-3489-4. [Prix Méditerranée 2008, Prix Fémina étranger 2008]
- Brucia Troia, Milano, Romanzo Bompiani, 2007. ISBN 978-88-452-5830-5.
- Sotto il sole ai Campi Elisi, Milano, Corriere della Sera, 2007.
- Il ventre della macchina, Milano, Corriere della Sera, 2008.
- XY, Roma, Fandango libri, 2010. ISBN 978-88-6044-181-2.
- Profezia, Milano, RCS Quotidiani, 2011.
- Terre rare, Milano, Bompiani, 2014. ISBN 978-88-452-7739-9.
- Non dirlo. Il Vangelo di Marco, Bompiani, 2015. ISBN 978-88-452-7874-7.
- Un dio ti guarda, Milano, La nave di Teseo, 2016. ISBN 8893440113.
- Cani d'estate, Milano, La nave di Teseo, 2018. ISBN 8893950111.
- Il colibrì, Milano, La nave di Teseo, 2019. ISBN 8834600479.
- Comandante, con Edoardo De Angelis, Milano, Bompiani, 2023. ISBN 978-88-301-0568-3.
- Settembre nero, Milano, La nave di Teseo, 2024. ISBN 978-88-3461-873-8.

### Poesie, racconti
- Il cielo e il resto, Prato, Edizioni del Palazzo, 1984 (raccolta di poesie).
- Baci scagliati altrove. Racconti, Roma, Fandango libri, 2011. ISBN 978-88-6044-255-0.

### Opere giornalistiche
- Cronache italiane. Racconti, Milano, A. Mondadori, 1992. ISBN 88-04-35594-8.
- Occhio per occhio. La pena di morte in quattro storie, Milano, A. Mondadori, 1992. ISBN 88-04-33799-0.
- Live. Ritratti, sopralluoghi e collaudi, Milano, Bompiani, 1996. ISBN 88-452-2712-X.
- Superalbo. Le Storie complete, Milano, Bompiani overlook, 2002. ISBN 88-452-5148-9.

### DVD, video
- Gli italiani invisibili del boom economico, DVD-video, Roma, La Repubblica-L'Espresso, 2011.

### Introduzioni, saggi, interviste
- Ma smettetela di chiamarci giovani scrittori, in l'Unità, 8 aprile 1995.
- John Fante: la giovinezza come destino, in John Fante, Un anno terribile, Roma, Fazi, 1996, pp. 7–16. ISBN 88-8112-049-6.
- Intervista con Laura Lepri, in Scrittura creativa. La scrittura creativa raccontata dagli scrittori che la insegnano, Milano, Bompiani, 1997, pp. 45–55.
- Tirchieria del racconto e generosità del romanzo, in Luigi Rustichelli (a cura di), Seminario sul racconto, Lafayette, In., Bordighera, 1998, pp. 48–59. ISBN 1884419216.
- Tra gli Smith e san Paolo (epigrafi), in Giordano Meacci, Improvviso il Novecento. Pasolini professore, Roma, Minimum fax, 1999, pp. 189–226. ISBN 88-86568-93-2.
- Intervista, in Cristiana Lardo e Fabio Pierangeli (a cura di), L'ultima letteratura italiana. Eraldo Affinati, Niccolò Ammaniti, Rocco Carbone, Erri De Luca, Marco Lodoli, Francesco Piccolo, Elisabetta Rasy, Tiziano Scarpa, Sandro Veronesi. Scrittori a Tor Vergata. Interventi ed interviste, Manziana, Vecchiarelli, 1999, pp. 135–141.
- Il trattino, uno e trino, intervista con Francesca Serafini in Alessandro Baricco, Filippo Taricco, Giorgio Vasta e Dario Voltolini (a cura di), Punteggiatura, Milano, BUR, 2001, pp. 145–154.
- Cento piccoli Totti, in "Nuovi argomenti", 5ª serie, gennaio–marzo 2000, pp. 84–93.
- A colloquio con Sandro Veronesi, a cura di Christiane Ebner, In "Italienisch. Zeitschrift für italienische Sprache und Literatur", n. 2, novembre 2009, pp. 5–18.

## Filmografia

### Sceneggiatore
- Comandante, regia di Edoardo De Angelis (2023)